# Interlands Peruviaans voetbalelftal 2010-2019
Deze pagina toont een chronologisch en gedetailleerd overzicht van de interlands die het Peruviaans voetbalelftal speelde in de periode 2010 – 2019.

## Interlands

### 2010
|                                                                  |        |                                              |      |                                                                               |
| 4 september Vriendschappelijk № 526 «onderlinge duels» 17:30 uur | Canada | 0 – 2                                        | Peru | BMO Field, Toronto Toeschouwers: 10.619 Scheidsrechter: Edvin Jurisevic (USA) |
| 4 september Vriendschappelijk № 526 «onderlinge duels» 17:30 uur |        | 68' José Carlos Fernández 72' Jean Tragodara |      | BMO Field, Toronto Toeschouwers: 10.619 Scheidsrechter: Edvin Jurisevic (USA) |

|                                                                  |                   |       |                                                    |                                                                                           |
| 7 september Vriendschappelijk № 527 «onderlinge duels» 20:00 uur | Jamaica           | 1 – 2 | Peru                                               | Lockhart Stadium, Fort Lauderdale Toeschouwers: 12.000 Scheidsrechter: Terry Vaughn (USA) |
| 7 september Vriendschappelijk № 527 «onderlinge duels» 20:00 uur | Omar Cummings 20' |       | 4' (e.d.) Demar Phillips 84' José Carlos Fernández | Lockhart Stadium, Fort Lauderdale Toeschouwers: 12.000 Scheidsrechter: Terry Vaughn (USA) |

|                                                                |                                   |       |            |                                                                                          |
| 8 oktober Vriendschappelijk № 528 «onderlinge duels» 18:00 uur | Peru                              | 2 – 0 | Costa Rica | Estadio Alejandro Villanueva, Lima Toeschouwers: 29.000 Scheidsrechter: Omar Ponce (ECU) |
| 8 oktober Vriendschappelijk № 528 «onderlinge duels» 18:00 uur | Luis Ramírez 4' Hernán Rengifo 6' |       |            | Estadio Alejandro Villanueva, Lima Toeschouwers: 29.000 Scheidsrechter: Omar Ponce (ECU) |

|                                                                 |                    |       |      |                                                                                                 |
| 12 oktober Vriendschappelijk № 529 «onderlinge duels» 20:00 uur | Panama             | 1 – 0 | Peru | Estadio Rommel Fernández, Panama-Stad Toeschouwers: 14.000 Scheidsrechter: Ricardo Cerdas (CRC) |
| 12 oktober Vriendschappelijk № 529 «onderlinge duels» 20:00 uur | Gabriel Torres 78' |       |      | Estadio Rommel Fernández, Panama-Stad Toeschouwers: 14.000 Scheidsrechter: Ricardo Cerdas (CRC) |

|                                                        |                |       |                  |                                                                                  |
| 17 november Vriendschappelijk № 530 «onderlinge duels» | Colombia       | 1 – 1 | Peru             | Estadio El Campín, Bogotá Toeschouwers: 6.900 Scheidsrechter: Saul Laverni (ARG) |
| 17 november Vriendschappelijk № 530 «onderlinge duels» | Luis Núñez 74' |       | 32' Luis Ramírez | Estadio El Campín, Bogotá Toeschouwers: 6.900 Scheidsrechter: Saul Laverni (ARG) |

### 2011
|                                                                 |                       |       |        |                                                                                           |
| 8 februari Vriendschappelijk № 531 «onderlinge duels» 20:00 uur | Peru                  | 1 – 0 | Panama | Estadio 25 de Noviembre, Moquegua Toeschouwers: 8.600 Scheidsrechter: Darío Ubriaco (URU) |
| 8 februari Vriendschappelijk № 531 «onderlinge duels» 20:00 uur | Orlando Contreras 40' |       |        | Estadio 25 de Noviembre, Moquegua Toeschouwers: 8.600 Scheidsrechter: Darío Ubriaco (URU) |

|                                                               |      |       |         |                                                                                     |
| 29 maart Vriendschappelijk № 532 «onderlinge duels» 18:00 uur | Peru | 0 – 0 | Ecuador | Kyocera Stadion, Den Haag Toeschouwers: 15.000 Scheidsrechter: Eric Braamhaar (NED) |
| 29 maart Vriendschappelijk № 532 «onderlinge duels» 18:00 uur |      |       |         | Kyocera Stadion, Den Haag Toeschouwers: 15.000 Scheidsrechter: Eric Braamhaar (NED) |

|                                                     |       |       |      |                                                                                        |
| 1 juni Kirin Cup № 533 «onderlinge duels» 20:20 uur | Japan | 0 – 0 | Peru | Denka Big Swan Stadium, Niigata Toeschouwers: 39.048 Scheidsrechter: Howard Webb (ENG) |
| 1 juni Kirin Cup № 533 «onderlinge duels» 20:20 uur |       |       |      | Denka Big Swan Stadium, Niigata Toeschouwers: 39.048 Scheidsrechter: Howard Webb (ENG) |

|                                                     |      |       |          |                                                                                                |
| 4 juni Kirin Cup № 534 «onderlinge duels» 15:00 uur | Peru | 0 – 0 | Tsjechië | Matsumotodaira Football Stadium, Matsumoto Toeschouwers: 7.592 Scheidsrechter: Nami Sato (JPN) |
| 4 juni Kirin Cup № 534 «onderlinge duels» 15:00 uur |      |       |          | Matsumotodaira Football Stadium, Matsumoto Toeschouwers: 7.592 Scheidsrechter: Nami Sato (JPN) |

| Copa América |
| ------------ |

|                                                                |                 |       |                    |                                                                                             |
| 4 juli Copa América Groep C № 535 «onderlinge duels» 23:15 uur | Uruguay         | 1 – 1 | Peru               | Estadio del Bicentenario, San Juan Toeschouwers: 25.000 Scheidsrechter: Wilmar Roldán (COL) |
| 4 juli Copa América Groep C № 535 «onderlinge duels» 23:15 uur | Luis Suárez 45' |       | 23' Paolo Guerrero | Estadio del Bicentenario, San Juan Toeschouwers: 25.000 Scheidsrechter: Wilmar Roldán (COL) |

|                                                      |                         |       |        |                                                                                                 |
| 8 juli Copa América Groep C № 536 «onderlinge duels» | Peru                    | 1 – 0 | Mexico | Estadio Malvinas Argentinas, Mendoza Toeschouwers: 45.000 Scheidsrechter: Sergio Pezzotta (ARG) |
| 8 juli Copa América Groep C № 536 «onderlinge duels» | José Paolo Guerrero 82' |       |        | Estadio Malvinas Argentinas, Mendoza Toeschouwers: 45.000 Scheidsrechter: Sergio Pezzotta (ARG) |

|                                                                 |                             |       |      |                                                                                                 |
| 12 juli Copa América Groep C № 537 «onderlinge duels» 19:15 uur | Chili                       | 1 – 0 | Peru | Estadio Malvinas Argentinas, Mendoza Toeschouwers: 45.000 Scheidsrechter: Sálvio Fagundes (BRA) |
| 12 juli Copa América Groep C № 537 «onderlinge duels» 19:15 uur | André Carrillo 90+2' (e.d.) |       |      | Estadio Malvinas Argentinas, Mendoza Toeschouwers: 45.000 Scheidsrechter: Sálvio Fagundes (BRA) |

|                                                                     |          |                                             |      |                                                                                                   |
| 16 juli Copa América Kwartfinale № 538 «onderlinge duels» 16:00 uur | Colombia | 0 – 2                                       | Peru | Estadio Mario Alberto Kempes, Córdoba Toeschouwers: 40.000 Scheidsrechter: Francisco Chacón (MEX) |
| 16 juli Copa América Kwartfinale № 538 «onderlinge duels» 16:00 uur |          | 101' Carlos Lobatón 111' Juan Manuel Vargas |      | Estadio Mario Alberto Kempes, Córdoba Toeschouwers: 40.000 Scheidsrechter: Francisco Chacón (MEX) |

|                                                                      |      |                                 |         |                                                                                             |
| 20 juli Copa América Halve finale № 539 «onderlinge duels» 20:45 uur | Peru | 0 – 2                           | Uruguay | Estadio Ciudad de La Plata, La Plata Toeschouwers: 25.000 Scheidsrechter: Raúl Orozco (BOL) |
| 20 juli Copa América Halve finale № 539 «onderlinge duels» 20:45 uur |      | 53' Luis Suárez 58' Luis Suárez |         | Estadio Ciudad de La Plata, La Plata Toeschouwers: 25.000 Scheidsrechter: Raúl Orozco (BOL) |

|                                                                     |                                                                                 |       |                 |                                                                                               |
| 23 juli Copa América Troostfinale № ?? «onderlinge duels» 20:00 uur | Peru                                                                            | 4 – 1 | Venezuela       | Estadio Ciudad de La Plata, La Plata Toeschouwers: 20.000 Scheidsrechter: Wilmar Roldán (COL) |
| 23 juli Copa América Troostfinale № ?? «onderlinge duels» 20:00 uur | William Chiroque 42' Paolo Guerrero 64' Paolo Guerrero 89' Paolo Guerrero 90+2' |       | 78' Juan Arango | Estadio Ciudad de La Plata, La Plata Toeschouwers: 20.000 Scheidsrechter: Wilmar Roldán (COL) |

|  |  |  |  |  |  |  |  |  |

|                                                                  |                                                |       |                                   |                                                                                       |
| 2 september Vriendschappelijk № 541 «onderlinge duels» 20:00 uur | Peru                                           | 2 – 2 | Bolivia                           | Estadio Nacional José Diaz, Lima Toeschouwers: 35.000 Scheidsrechter: Juan Soto (VEN) |
| 2 september Vriendschappelijk № 541 «onderlinge duels» 20:00 uur | Rinaldo Cruzado 36' Claudio Pizarro 81' (pen.) |       | 6' Pablo Escobar 70' Rudy Cardozo | Estadio Nacional José Diaz, Lima Toeschouwers: 35.000 Scheidsrechter: Juan Soto (VEN) |

|                                                                  |         |       |      |                                                                                         |
| 5 september Vriendschappelijk № 542 «onderlinge duels» 21:15 uur | Bolivia | 0 – 0 | Peru | Estadio Hernando Siles, La Paz Toeschouwers: 16.670 Scheidsrechter: Antonio Arias (PAR) |
| 5 september Vriendschappelijk № 542 «onderlinge duels» 21:15 uur |         |       |      | Estadio Hernando Siles, La Paz Toeschouwers: 16.670 Scheidsrechter: Antonio Arias (PAR) |

|                                                                |                                       |       |          |                                                                                             |
| 7 oktober Vriendschappelijk № 543 «onderlinge duels» 20:00 uur | Peru                                  | 2 – 0 | Paraguay | Estadio Nacional José Diaz, Lima Toeschouwers: 39.600 Scheidsrechter: Sergio Pezzotta (ARG) |
| 7 oktober Vriendschappelijk № 543 «onderlinge duels» 20:00 uur | Paolo Guerrero 46' Paolo Guerrero 73' |       |          | Estadio Nacional José Diaz, Lima Toeschouwers: 39.600 Scheidsrechter: Sergio Pezzotta (ARG) |

|                                                               |                                                                            |       |                                          | |
| 11 oktober WK-kwalificatie № 544 «onderlinge duels» 18:45 uur | Chili                                                                      | 4 – 2 | Peru                                     | Estadio Monumental David Arellano, Santiago Toeschouwers: 39.000 Scheidsrechter: Raúl Orozco (BOL) |
| 11 oktober WK-kwalificatie № 544 «onderlinge duels» 18:45 uur | Waldo Ponce 2' Eduardo Vargas 18' Gary Medel 48' Humberto Suazo 63' (pen.) |       | 49' Claudio Pizarro 59' Jefferson Farfán | Estadio Monumental David Arellano, Santiago Toeschouwers: 39.000 Scheidsrechter: Raúl Orozco (BOL) |

|                                                                |                                        |       |      |                                                                                              |
| 15 november WK-kwalificatie № 545 «onderlinge duels» 21:00 uur | Ecuador                                | 2 – 0 | Peru | Estadio Olímpico Atahualpa, Quito Toeschouwers: 34.481 Scheidsrechter: Jorge Larrionda (URU) |
| 15 november WK-kwalificatie № 545 «onderlinge duels» 21:00 uur | Edison Méndez 69' Cristian Benítez 88' |       |      | Estadio Olímpico Atahualpa, Quito Toeschouwers: 34.481 Scheidsrechter: Jorge Larrionda (URU) |

### 2012
|                                                                  |                      |       |                              |                                                                                  |
| 29 februari Vriendschappelijk № 546 «onderlinge duels» 19:00 uur | Tunesië              | 1 – 1 | Peru                         | Stade El Menzah, Tunis Toeschouwers: 5.000 Scheidsrechter: Cecil Fleischer (GHA) |
| 29 februari Vriendschappelijk № 546 «onderlinge duels» 19:00 uur | Wissem Ben Yahia 45' |       | 45+1' (pen.) Claudio Pizarro | Stade El Menzah, Tunis Toeschouwers: 5.000 Scheidsrechter: Cecil Fleischer (GHA) |

|                                                               |                                                    |       |                    |                                                                                         |
| 21 maart Vriendschappelijk № 547 «onderlinge duels» 20:00 uur | Chili                                              | 3 – 1 | Peru               | Estadio Carlos Dittborn, Arica Toeschouwers: 5.000 Scheidsrechter: Julio Quintana (PAR) |
| 21 maart Vriendschappelijk № 547 «onderlinge duels» 20:00 uur | Esteban Paredes 5' Enzo Andía 43' Eugenio Mena 86' |       | 21' John Galliquio | Estadio Carlos Dittborn, Arica Toeschouwers: 5.000 Scheidsrechter: Julio Quintana (PAR) |

|                                                               |      |                                                       |       |                                                                                 |
| 11 april Vriendschappelijk № 548 «onderlinge duels» 20:00 uur | Peru | 0 – 3                                                 | Chili | Estadio Modelo, Tacna Toeschouwers: 5.000 Scheidsrechter: Enrique Cáceres (PAR) |
| 11 april Vriendschappelijk № 548 «onderlinge duels» 20:00 uur |      | 21' Eugenio Mena 64' Felipe Flores 72' Bryan Carrasco |       | Estadio Modelo, Tacna Toeschouwers: 5.000 Scheidsrechter: Enrique Cáceres (PAR) |

|                                                             |                    |       |         |                                                                                          |
| 24 mei Vriendschappelijk № 549 «onderlinge duels» 20:00 uur | Peru               | 1 – 0 | Nigeria | Estadio Nacional José Diaz, Lima Toeschouwers: 32.100 Scheidsrechter: José Espinel (ECU) |
| 24 mei Vriendschappelijk № 549 «onderlinge duels» 20:00 uur | Paolo Guerrero 37' |       |         | Estadio Nacional José Diaz, Lima Toeschouwers: 32.100 Scheidsrechter: José Espinel (ECU) |

|                                                           |      |                     |          |                                                                                           |
| 3 juni WK-kwalificatie № 550 «onderlinge duels» 17:00 uur | Peru | 0 – 1               | Colombia | Estadio Nacional José Diaz, Lima Toeschouwers: 30.000 Scheidsrechter: Nestor Pitana (ARG) |
| 3 juni WK-kwalificatie № 550 «onderlinge duels» 17:00 uur |      | 52' James Rodríguez |          | Estadio Nacional José Diaz, Lima Toeschouwers: 30.000 Scheidsrechter: Nestor Pitana (ARG) |

|                                                            |                                                                                     |       |                                           |                                                                                                |
| 10 juni WK-kwalificatie № 551 «onderlinge duels» 20:30 uur | Uruguay                                                                             | 4 – 2 | Peru                                      | Estadio Centenario, Montevideo Toeschouwers: 45.000 Scheidsrechter: Leandro Pedro Vuaden (BRA) |
| 10 juni WK-kwalificatie № 551 «onderlinge duels» 20:30 uur | Sebastián Coates 15' Maxi Pereira 30' Cristian Rodríguez 63' Sebastián Eguren 90+4' |       | 40' (e.d.) Diego Godín 48' Paolo Guerrero | Estadio Centenario, Montevideo Toeschouwers: 45.000 Scheidsrechter: Leandro Pedro Vuaden (BRA) |

|                                                                  |            |                   |      |                                                                                      |
| 15 augustus Vriendschappelijk № 552 «onderlinge duels» 19:00 uur | Costa Rica | 0 – 1             | Peru | Estadio Nacional, San José Toeschouwers: 10.000 Scheidsrechter: Armando Castro (HON) |
| 15 augustus Vriendschappelijk № 552 «onderlinge duels» 19:00 uur |            | 8' André Carrillo |      | Estadio Nacional, San José Toeschouwers: 10.000 Scheidsrechter: Armando Castro (HON) |

|                                                                |                                           |       |                 |                                                                                            |
| 7 september WK-kwalificatie № 553 «onderlinge duels» 20:25 uur | Peru                                      | 2 – 1 | Venezuela       | Estadio Nacional José Diaz, Lima Toeschouwers: 34.703 Scheidsrechter: Martín Vázquez (URU) |
| 7 september WK-kwalificatie № 553 «onderlinge duels» 20:25 uur | Jefferson Farfán 47' Jefferson Farfán 59' |       | 43' Juan Arango | Estadio Nacional José Diaz, Lima Toeschouwers: 34.703 Scheidsrechter: Martín Vázquez (URU) |

|                                                                 |                     |       |                     |                                                                                           |
| 11 september WK-kwalificatie № 554 «onderlinge duels» 20:25 uur | Peru                | 1 – 1 | Argentinië          | Estadio Nacional José Diaz, Lima Toeschouwers: 50.000 Scheidsrechter: Wilmar Roldán (COL) |
| 11 september WK-kwalificatie № 554 «onderlinge duels» 20:25 uur | Carlos Zambrano 22' |       | 38' Gonzalo Higuaín | Estadio Nacional José Diaz, Lima Toeschouwers: 50.000 Scheidsrechter: Wilmar Roldán (COL) |

|                                                               |                         |       |                 |                                                                                       |
| 12 oktober WK-kwalificatie № 555 «onderlinge duels» 20:00 uur | Bolivia                 | 1 – 1 | Peru            | Estadio Hernando Siles, La Paz Toeschouwers: 37.880 Scheidsrechter: Carlos Vera (ECU) |
| 12 oktober WK-kwalificatie № 555 «onderlinge duels» 20:00 uur | Alejandro Chumacero 51' |       | 22' Juan Mariño | Estadio Hernando Siles, La Paz Toeschouwers: 37.880 Scheidsrechter: Carlos Vera (ECU) |

|                                                               |                   |       |      |                                                                                                |
| 16 oktober WK-kwalificatie № 556 «onderlinge duels» 20:00 uur | Paraguay          | 1 – 0 | Peru | Estadio Defensores del Chaco, Asunción Toeschouwers: 10.114 Scheidsrechter: Pablo Lunati (ARG) |
| 16 oktober WK-kwalificatie № 556 «onderlinge duels» 20:00 uur | Pablo Aguilar 52' |       |      | Estadio Defensores del Chaco, Asunción Toeschouwers: 10.114 Scheidsrechter: Pablo Lunati (ARG) |

|                                                                  |          |       |      |                                                                                       |
| 14 november Vriendschappelijk № 557 «onderlinge duels» 20:30 uur | Honduras | 0 – 0 | Peru | BBVA Compass Stadium, Houston Toeschouwers: 10.000 Scheidsrechter: David Gantar (CAN) |
| 14 november Vriendschappelijk № 557 «onderlinge duels» 20:30 uur |          |       |      | BBVA Compass Stadium, Houston Toeschouwers: 10.000 Scheidsrechter: David Gantar (CAN) |

### 2013
|                                                                 |                |                                        |      |                                                                                   |
| 6 februari Vriendschappelijk № 558 «onderlinge duels» 19:00 uur | Trinidad en T. | 0 – 2                                  | Peru | Ato Boldon Stadion, Couva Toeschouwers: 4.200 Scheidsrechter: Adrian Skeete (BRB) |
| 6 februari Vriendschappelijk № 558 «onderlinge duels» 19:00 uur |                | 30' Claudio Pizarro 88' André Carrillo |      | Ato Boldon Stadion, Couva Toeschouwers: 4.200 Scheidsrechter: Adrian Skeete (BRB) |

|                                                             |                      |       |       |                                                                                        |
| 22 maart WK-kwalificatie № 559 «onderlinge duels» 21:00 uur | Peru                 | 1 – 0 | Chili | Estadio Nacional José Diaz, Lima Toeschouwers: 43.000 Scheidsrechter: Diego Abal (ARG) |
| 22 maart WK-kwalificatie № 559 «onderlinge duels» 21:00 uur | Jefferson Farfán 87' |       |       | Estadio Nacional José Diaz, Lima Toeschouwers: 43.000 Scheidsrechter: Diego Abal (ARG) |

|                                                               |                                                           |       |                |                                                                                        |
| 26 maart Vriendschappelijk № 560 «onderlinge duels» 20:00 uur | Peru                                                      | 3 – 0 | Trinidad en T. | Estadio Nacional José Diaz, Lima Toeschouwers: 12.322 Scheidsrechter: Diego Lara (ECU) |
| 26 maart Vriendschappelijk № 560 «onderlinge duels» 20:00 uur | Yordy Reyna 39' Paolo Hurtado 81' Christofer Gonzáles 83' |       |                | Estadio Nacional José Diaz, Lima Toeschouwers: 12.322 Scheidsrechter: Diego Lara (ECU) |

|                                                     |      |       |        |                                                                                            |
| 16 april Vriendschappelijk № 561 «onderlinge duels» | Peru | 0 – 0 | Mexico | Candlestick Park, San Francisco Toeschouwers: 46.288 Scheidsrechter: Ricardo Salazar (USA) |
| 16 april Vriendschappelijk № 561 «onderlinge duels» |      |       |        | Candlestick Park, San Francisco Toeschouwers: 46.288 Scheidsrechter: Ricardo Salazar (USA) |

|                                                             |                       |       |                                        |                                                                                                |
| 1 juni Vriendschappelijk № 562 «onderlinge duels» 19:00 uur | Panama                | 1 – 2 | Peru                                   | Estadio Rommel Fernández, Panama-Stad Toeschouwers: 4.000 Scheidsrechter: Henry Bejarano (CRC) |
| 1 juni Vriendschappelijk № 562 «onderlinge duels» 19:00 uur | Rolando Blackburn 72' |       | 49' Yordy Reyna 83' Cristián Benavente | Estadio Rommel Fernández, Panama-Stad Toeschouwers: 4.000 Scheidsrechter: Henry Bejarano (CRC) |

|                                                           |                     |       |         |                                                                                             |
| 7 juni WK-kwalificatie № 563 «onderlinge duels» 21:00 uur | Peru                | 1 – 0 | Ecuador | Estadio Nacional José Diaz, Lima Toeschouwers: 37.000 Scheidsrechter: Marcelo de Lima (BRA) |
| 7 juni WK-kwalificatie № 563 «onderlinge duels» 21:00 uur | Claudio Pizarro 12' |       |         | Estadio Nacional José Diaz, Lima Toeschouwers: 37.000 Scheidsrechter: Marcelo de Lima (BRA) |

|                                                            |                                                 |       |      |                                                                                             |
| 11 juni WK-kwalificatie № 564 «onderlinge duels» 21:30 uur | Colombia                                        | 2 – 0 | Peru | Estadio Metropolitano, Barranquilla Toeschouwers: 42.265 Scheidsrechter: Sandro Ricci (BRA) |
| 11 juni WK-kwalificatie № 564 «onderlinge duels» 21:30 uur | Radamel Falcao 13' (pen.) Teófilo Gutiérrez 45' |       |      | Estadio Metropolitano, Barranquilla Toeschouwers: 42.265 Scheidsrechter: Sandro Ricci (BRA) |

|                                                                  |            |       |      |                                                                                        |
| 14 augustus Vriendschappelijk № 565 «onderlinge duels» 20:00 uur | Zuid-Korea | 0 – 0 | Peru | World Cup Stadium, Suwon Toeschouwers: 34.000 Scheidsrechter: Abdul Malik Bashir (SIN) |
| 14 augustus Vriendschappelijk № 565 «onderlinge duels» 20:00 uur |            |       |      | World Cup Stadium, Suwon Toeschouwers: 34.000 Scheidsrechter: Abdul Malik Bashir (SIN) |

|                                                                |                      |       |                                        |                                                                                              |
| 6 september WK-kwalificatie № 566 «onderlinge duels» 21:30 uur | Peru                 | 1 – 2 | Uruguay                                | Estadio Nacional José Diaz, Lima Toeschouwers: 39.222 Scheidsrechter: Patricio Loustau (ARG) |
| 6 september WK-kwalificatie № 566 «onderlinge duels» 21:30 uur | Jefferson Farfán 83' |       | 42' (pen.) Luis Suárez 66' Luis Suárez | Estadio Nacional José Diaz, Lima Toeschouwers: 39.222 Scheidsrechter: Patricio Loustau (ARG) |

|                                                                 |                                                            |       |                                       | |
| 10 september WK-kwalificatie № 567 «onderlinge duels» 20:00 uur | Venezuela                                                  | 3 – 2 | Peru                                  | Estadio José Antonio Anzoátegui, Puerto La Cruz Toeschouwers: 20.049 Scheidsrechter: Néstor Pitana (ARG) |
| 10 september WK-kwalificatie № 567 «onderlinge duels» 20:00 uur | José Rondón 36' César González 61' (pen.) Rómulo Otero 76' |       | 19' Paolo Hurtado 87' Carlos Zambrano | Estadio José Antonio Anzoátegui, Puerto La Cruz Toeschouwers: 20.049 Scheidsrechter: Néstor Pitana (ARG) |

|                                                               |                                                               |       |                     |                                                                                         |
| 11 oktober WK-kwalificatie № 568 «onderlinge duels» 20:00 uur | Argentinië                                                    | 3 – 1 | Peru                | Estadio Monumental, Buenos Aires Toeschouwers: 28.977 Scheidsrechter: Carlos Vera (ECU) |
| 11 oktober WK-kwalificatie № 568 «onderlinge duels» 20:00 uur | Ezequiel Lavezzi 23' Ezequiel Lavezzi 35' Rodrigo Palacio 47' |       | 21' Claudio Pizarro | Estadio Monumental, Buenos Aires Toeschouwers: 28.977 Scheidsrechter: Carlos Vera (ECU) |

|                                                               |                    |       |                    |                                                                                        |
| 15 oktober WK-kwalificatie № 569 «onderlinge duels» 21:15 uur | Peru               | 1 – 1 | Bolivia            | Estadio Nacional José Diaz, Lima Toeschouwers: — Scheidsrechter: Enrique Cáceres (PAR) |
| 15 oktober WK-kwalificatie № 569 «onderlinge duels» 21:15 uur | Yoshimar Yotún 19' |       | 45' Diego Bejarano | Estadio Nacional José Diaz, Lima Toeschouwers: — Scheidsrechter: Enrique Cáceres (PAR) |

### 2014
|                                                             |                                                        |       |      |                                                                                  |
| 30 mei Vriendschappelijk № 570 «onderlinge duels» 20:00 uur | Engeland                                               | 3 – 0 | Peru | Wembley Stadium, Londen Toeschouwers: 83.578 Scheidsrechter: Viktor Kassai (HUN) |
| 30 mei Vriendschappelijk № 570 «onderlinge duels» 20:00 uur | Daniel Sturridge 32' Gary Cahill 65' Phil Jagielka 70' |       |      | Wembley Stadium, Londen Toeschouwers: 83.578 Scheidsrechter: Viktor Kassai (HUN) |

|                                                             |                                              |       |      |                                                                                   |
| 3 juni Vriendschappelijk № 571 «onderlinge duels» 20:30 uur | Zwitserland                                  | 2 – 0 | Peru | Swissporarena, Luzern Toeschouwers: 15.000 Scheidsrechter: Daniel Stefański (POL) |
| 3 juni Vriendschappelijk № 571 «onderlinge duels» 20:30 uur | Stephan Lichtsteiner 78' Xherdan Shaqiri 85' |       |      | Swissporarena, Luzern Toeschouwers: 15.000 Scheidsrechter: Daniel Stefański (POL) |

|                                                       |                                                         |       |        |                                                                               |
| 6 augustus Vriendschappelijk № 572 «onderlinge duels» | Peru                                                    | 3 – 0 | Panama | Estadio Nacional, Lima Toeschouwers: 6.000 Scheidsrechter: José Espinel (ECU) |
| 6 augustus Vriendschappelijk № 572 «onderlinge duels» | Carlos Ascues 44' Christian Ramos 81' Carlos Ascues 90' |       |        | Estadio Nacional, Lima Toeschouwers: 6.000 Scheidsrechter: José Espinel (ECU) |

|                                                        |      |                                               |      |                                                                        |
| 4 september Vriendschappelijk № 573 «onderlinge duels» | Irak | 0 – 2                                         | Peru | Dubai Club Stadium, Dubai Scheidsrechter: Hamad Al Shaikh Hashmi (VAE) |
| 4 september Vriendschappelijk № 573 «onderlinge duels» |      | 18' (e.d.) Mustafa Nadhim 26' Carlos Zambrano |      | Dubai Club Stadium, Dubai Scheidsrechter: Hamad Al Shaikh Hashmi (VAE) |

|                                                        |       |                                          |      |                                                                  |
| 9 september Vriendschappelijk № 574 «onderlinge duels» | Qatar | 0 – 2                                    | Peru | Lekhwiya Sports Stadium, Doha Scheidsrechter: Marius Avram (ROU) |
| 9 september Vriendschappelijk № 574 «onderlinge duels» |       | 84' Alexander Callens 88' Paolo Guerrero |      | Lekhwiya Sports Stadium, Doha Scheidsrechter: Marius Avram (ROU) |

|                                                                 |                                                      |       |      | |
| 10 oktober Vriendschappelijk № 575 «onderlinge duels» 20:00 uur | Chili                                                | 3 – 0 | Peru | Estadio Elías Figueroa Brander, Valparaíso Toeschouwers: 30.000 Scheidsrechter: Julio Quintana (PAR) |
| 10 oktober Vriendschappelijk № 575 «onderlinge duels» 20:00 uur | Eduardo Vargas 28' Gary Medel 35' Eduardo Vargas 54' |       |      | Estadio Elías Figueroa Brander, Valparaíso Toeschouwers: 30.000 Scheidsrechter: Julio Quintana (PAR) |

|                                                                 |                   |       |           |                                                                              |
| 14 oktober Vriendschappelijk № 576 «onderlinge duels» 20:00 uur | Peru              | 1 – 0 | Guatemala | Estadio Nacional, Lima Toeschouwers: 32.000 Scheidsrechter: Diego Lara (ECU) |
| 14 oktober Vriendschappelijk № 576 «onderlinge duels» 20:00 uur | Carlos Ascues 36' |       |           | Estadio Nacional, Lima Toeschouwers: 32.000 Scheidsrechter: Diego Lara (ECU) |

|                                                        |                                               |       |                    |                                                                                             |
| 14 november Vriendschappelijk № 577 «onderlinge duels» | Paraguay                                      | 2 – 1 | Peru               | Estadio Feliciano Cáceres, Luque Toeschouwers: 18.000 Scheidsrechter: Ricardo Marques (BRA) |
| 14 november Vriendschappelijk № 577 «onderlinge duels» | Ángel Romero 72' Derlis Gonzalez 90+2' (pen.) |       | 74' Paolo Guerrero | Estadio Feliciano Cáceres, Luque Toeschouwers: 18.000 Scheidsrechter: Ricardo Marques (BRA) |

|                                                        |                                     |       |                      |                                                                                 |
| 18 november Vriendschappelijk № 578 «onderlinge duels» | Peru                                | 2 – 1 | Paraguay             | Estadio Nacional, Lima Toeschouwers: 34.000 Scheidsrechter: Wilmar Roldán (COL) |
| 18 november Vriendschappelijk № 578 «onderlinge duels» | Carlos Ascues 74' Carlos Ascues 82' |       | 43' Roque Santa Cruz | Estadio Nacional, Lima Toeschouwers: 34.000 Scheidsrechter: Wilmar Roldán (COL) |

### 2015
|                                                     |      |                    |           |                                                                                             |
| 31 maart Vriendschappelijk № 579 «onderlinge duels» | Peru | 0 – 1              | Venezuela | Lockhart Stadium, Fort Lauderdale Toeschouwers: 10.000 Scheidsrechter: Armando Castro (HON) |
| 31 maart Vriendschappelijk № 579 «onderlinge duels» |      | 60' Josef Martínez |           | Lockhart Stadium, Fort Lauderdale Toeschouwers: 10.000 Scheidsrechter: Armando Castro (HON) |

|                                                   |                      |       |                            |                                                                              |
| 3 juni Vriendschappelijk № 580 «onderlinge duels» | Peru                 | 1 – 1 | Mexico                     | Estadio Nacional, Lima Toeschouwers: 20.000 Scheidsrechter: Omar Ponce (ECU) |
| 3 juni Vriendschappelijk № 580 «onderlinge duels» | Jefferson Farfán 63' |       | 76' Juan Carlos Valenzuela | Estadio Nacional, Lima Toeschouwers: 20.000 Scheidsrechter: Omar Ponce (ECU) |

| Copa América 2015 |
| ----------------- |

|                                                                 |                               |       |                    | |
| 14 juni Copa América Groep C № 581 «onderlinge duels» 18:30 uur | Brazilië                      | 2 – 1 | Peru               | Estadio Municipal Germán Becker, Temuco Toeschouwers: 16.342 Scheidsrechter: Roberto García Orozco (MEX) |
| 14 juni Copa América Groep C № 581 «onderlinge duels» 18:30 uur | Neymar 5' Douglas Costa 90+2' |       | 3' Christian Cueva | Estadio Municipal Germán Becker, Temuco Toeschouwers: 16.342 Scheidsrechter: Roberto García Orozco (MEX) |

|                                                                 |                     |       |           |                                                                                                   |
| 18 juni Copa América Groep C № 582 «onderlinge duels» 20:30 uur | Peru                | 1 – 0 | Venezuela | Estadio Elías Figueroa Brander, Valparaíso Toeschouwers: 15.542 Scheidsrechter: Raúl Orosco (BOL) |
| 18 juni Copa América Groep C № 582 «onderlinge duels» 20:30 uur | Claudio Pizarro 72' |       |           | Estadio Elías Figueroa Brander, Valparaíso Toeschouwers: 15.542 Scheidsrechter: Raúl Orosco (BOL) |

|                                                                 |          |       |      |                                                                                                  |
| 21 juni Copa América Groep C № 583 «onderlinge duels» 16:00 uur | Colombia | 0 – 0 | Peru | Estadio Municipal Germán Becker, Temuco Toeschouwers: 17.332 Scheidsrechter: Néstor Pitana (ARG) |
| 21 juni Copa América Groep C № 583 «onderlinge duels» 16:00 uur |          |       |      | Estadio Municipal Germán Becker, Temuco Toeschouwers: 17.332 Scheidsrechter: Néstor Pitana (ARG) |

|                                                                     |                           |       |                                                                         |                                                                                                  |
| 25 juni Copa América Kwartfinale № 584 «onderlinge duels» 20:30 uur | Bolivia                   | 1 – 3 | Peru                                                                    | Estadio Municipal Germán Becker, Temuco Toeschouwers: 16.872 Scheidsrechter: Wilmar Roldán (COL) |
| 25 juni Copa América Kwartfinale № 584 «onderlinge duels» 20:30 uur | Marcelo Moreno 83' (pen.) |       | 19' José Paolo Guerrero 22' José Paolo Guerrero 73' José Paolo Guerrero | Estadio Municipal Germán Becker, Temuco Toeschouwers: 16.872 Scheidsrechter: Wilmar Roldán (COL) |

|                                                                      |                                       |       |                       |                                                                                   |
| 29 juni Copa América Halve finale № 585 «onderlinge duels» 20:30 uur | Chili                                 | 2 – 1 | Peru                  | Estadio Nacional, Santiago Toeschouwers: 45.651 Scheidsrechter: José Argote (VEN) |
| 29 juni Copa América Halve finale № 585 «onderlinge duels» 20:30 uur | Eduardo Vargas 41' Eduardo Vargas 63' |       | 60' (e.d.) Gary Medel | Estadio Nacional, Santiago Toeschouwers: 45.651 Scheidsrechter: José Argote (VEN) |

|                                                                     |                                       |       |          | |
| 3 juli Copa América Troostfinale № 586 «onderlinge duels» 20:30 uur | Peru                                  | 2 – 0 | Paraguay | Estadio Municipal de Concepción, Concepción Toeschouwers: 29.143 Scheidsrechter: Raúl Orosco (BOL) |
| 3 juli Copa América Troostfinale № 586 «onderlinge duels» 20:30 uur | André Carrillo 48' Paolo Guerrero 89' |       |          | Estadio Municipal de Concepción, Concepción Toeschouwers: 29.143 Scheidsrechter: Raúl Orosco (BOL) |

|  |  |  |  |  |  |  |  |  |

|                                                                  |                                     |       |                  | |
| 4 september Vriendschappelijk № 587 «onderlinge duels» 19:00 uur | Verenigde Staten                    | 2 – 1 | Peru             | Robert F. Kennedy Memorial Stadium, Washington D.C. Toeschouwers: 28.896 Scheidsrechter: Francisco Chacón (MEX) |
| 4 september Vriendschappelijk № 587 «onderlinge duels» 19:00 uur | Jozy Altidore 59' Jozy Altidore 68' |       | 20' Diego Chávez | Robert F. Kennedy Memorial Stadium, Washington D.C. Toeschouwers: 28.896 Scheidsrechter: Francisco Chacón (MEX) |

|                                                                  |                  |       |                             |                                                                                 |
| 8 september Vriendschappelijk № 588 «onderlinge duels» 18:00 uur | Colombia         | 1 – 1 | Peru                        | Red Bull Arena, Harrison Toeschouwers: 24.800 Scheidsrechter: Chris Penso (USA) |
| 8 september Vriendschappelijk № 588 «onderlinge duels» 18:00 uur | Carlos Bacca 37' |       | 89' (pen.) Jefferson Farfán | Red Bull Arena, Harrison Toeschouwers: 24.800 Scheidsrechter: Chris Penso (USA) |

|                                                                   |                                           |       |      | |
| 8 oktober Kwalificatie WK 2018 № 589 «onderlinge duels» 15:30 uur | Colombia                                  | 2 – 0 | Peru | Estadio Metropolitano Roberto Meléndez, Barranquilla Toeschouwers: 37.000 Scheidsrechter: Antonio Arias (PAR) |
| 8 oktober Kwalificatie WK 2018 № 589 «onderlinge duels» 15:30 uur | Teófilo Gutiérrez 36' Edwin Cardona 90+5' |       |      | Estadio Metropolitano Roberto Meléndez, Barranquilla Toeschouwers: 37.000 Scheidsrechter: Antonio Arias (PAR) |

|                                                                    |                                                                |       |                                                                            |                                                                                 |
| 13 oktober Kwalificatie WK 2018 № 590 «onderlinge duels» 21:15 uur | Peru                                                           | 3 – 4 | Chili                                                                      | Estadio Nacional, Lima Toeschouwers: 45.000 Scheidsrechter: Néstor Pitana (ARG) |
| 13 oktober Kwalificatie WK 2018 № 590 «onderlinge duels» 21:15 uur | Jefferson Farfán 10' Jefferson Farfán 36' Paolo Guerrero 90+2' |       | 7' Alexis Sánchez 41' Eduardo Vargas 44' Alexis Sánchez 49' Eduardo Vargas | Estadio Nacional, Lima Toeschouwers: 45.000 Scheidsrechter: Néstor Pitana (ARG) |

|                                                                     |                      |       |          |                                                                                  |
| 13 november Kwalificatie WK 2018 № 591 «onderlinge duels» 21:15 uur | Peru                 | 1 – 0 | Paraguay | Estadio Nacional, Lima Toeschouwers: 45.000 Scheidsrechter: Julio Bascuñán (CHI) |
| 13 november Kwalificatie WK 2018 № 591 «onderlinge duels» 21:15 uur | Jefferson Farfán 20' |       |          | Estadio Nacional, Lima Toeschouwers: 45.000 Scheidsrechter: Julio Bascuñán (CHI) |

|                                                                     |                                                      |       |      |                                                                                     |
| 17 november Kwalificatie WK 2018 № 592 «onderlinge duels» 21:00 uur | Brazilië                                             | 3 – 0 | Peru | Arena Fonte Nova, Salvador Toeschouwers: 45.558 Scheidsrechter: José Buitrago (COL) |
| 17 november Kwalificatie WK 2018 № 592 «onderlinge duels» 21:00 uur | Douglas Costa 22' Renato Augusto 57' Filipe Luís 77' |       |      | Arena Fonte Nova, Salvador Toeschouwers: 45.558 Scheidsrechter: José Buitrago (COL) |

### 2016
|                                                                  |                                     |       |                                              |                                                                                   |
| 24 maart Kwalificatie WK 2018 № 593 «onderlinge duels» 20:15 uur | Peru                                | 2 – 2 | Venezuela                                    | Estadio Nacional, Lima Toeschouwers: 40.000 Scheidsrechter: Enrique Cáceres (PAR) |
| 24 maart Kwalificatie WK 2018 № 593 «onderlinge duels» 20:15 uur | Paolo Guerrero 61' Raúl Ruidíaz 90' |       | 33' (pen.) Rómulo Otero 57' Mikel Villanueva | Estadio Nacional, Lima Toeschouwers: 40.000 Scheidsrechter: Enrique Cáceres (PAR) |

|                                                                  |                    |       |      |                                                                                          |
| 29 maart Kwalificatie WK 2018 № 594 «onderlinge duels» 20:00 uur | Uruguay            | 1 – 0 | Peru | Estadio Centenario, Montevideo Toeschouwers: 60.000 Scheidsrechter: Roddy Zambrano (ECU) |
| 29 maart Kwalificatie WK 2018 № 594 «onderlinge duels» 20:00 uur | Edinson Cavani 53' |       |      | Estadio Centenario, Montevideo Toeschouwers: 60.000 Scheidsrechter: Roddy Zambrano (ECU) |

|                                                             |                                                                                     |       |                |                                                                                |
| 23 mei Vriendschappelijk № 595 «onderlinge duels» 20:30 uur | Peru                                                                                | 4 – 0 | Trinidad en T. | Estadio Nacional, Lima Toeschouwers: 20.000 Scheidsrechter: Luis Sánchez (COL) |
| 23 mei Vriendschappelijk № 595 «onderlinge duels» 20:30 uur | Christian Cueva 36' Luiz Beto da Silva 40' Édison Flores 50' Cristián Benavente 90' |       |                | Estadio Nacional, Lima Toeschouwers: 20.000 Scheidsrechter: Luis Sánchez (COL) |

|                                                             |                                                     |       |                    |                                                                                               |
| 28 mei Vriendschappelijk № 596 «onderlinge duels» 20:00 uur | Peru                                                | 3 – 1 | El Salvador        | Seattle Memorial Stadium, Seattle Toeschouwers: 10.000 Scheidsrechter: Valdrin Legister (JAM) |
| 28 mei Vriendschappelijk № 596 «onderlinge duels» 20:00 uur | Raúl Ruidíaz 11' Andy Polo 60' Yoshimar Yotún 90+3' |       | 81' Nelson Bonilla | Seattle Memorial Stadium, Seattle Toeschouwers: 10.000 Scheidsrechter: Valdrin Legister (JAM) |

|                                                                         |                                     |       |      |                                                                                       |
| 1 september Kwalificatie WK 2018 № «onderlinge duels» 16:00 uur (UTC−4) | Bolivia                             | 2 – 0 | Peru | Estadio Hernando Siles, La Paz Toeschouwers: 20.000 Scheidsrechter: José Argote (VEN) |
| 1 september Kwalificatie WK 2018 № «onderlinge duels» 16:00 uur (UTC−4) | Pablo Escobar 38' Ronald Raldes 86' |       |      | Estadio Hernando Siles, La Paz Toeschouwers: 20.000 Scheidsrechter: José Argote (VEN) |

|                                                                 |                                             |       |                      |                                                                                 |
| 6 september Kwalificatie WK 2018 № «onderlinge duels» 21:15 uur | Peru                                        | 2 – 1 | Ecuador              | Estadio Nacional, Lima Toeschouwers: 34.519 Scheidsrechter: Wilmar Roldán (COL) |
| 6 september Kwalificatie WK 2018 № «onderlinge duels» 21:15 uur | Christian Cueva 19' (pen.) Renato Tapia 78' |       | 31' Gabriel Achilier | Estadio Nacional, Lima Toeschouwers: 34.519 Scheidsrechter: Wilmar Roldán (COL) |

|                                                                |                                   |       |                   |                                                                                      |
| 11 oktober Kwalificatie WK 2018 № «onderlinge duels» 20:30 uur | Chili                             | 2 – 1 | Peru              | Estadio Nacional, Santiago Toeschouwers: 38.045 Scheidsrechter: Roddy Zambrano (ECU) |
| 11 oktober Kwalificatie WK 2018 № «onderlinge duels» 20:30 uur | Arturo Vidal 11' Arturo Vidal 85' |       | 77' Édison Flores | Estadio Nacional, Santiago Toeschouwers: 38.045 Scheidsrechter: Roddy Zambrano (ECU) |

|                                                                    |                      |       |                                                                                    | |
| 10 november Kwalificatie WK 2018 № ?? «onderlinge duels» 20:30 uur | Paraguay             | 1 – 4 | Peru                                                                               | Estadio Defensores del Chaco, Asuncion Toeschouwers: 40.681 Scheidsrechter: Patricio Loustau (ARG) |
| 10 november Kwalificatie WK 2018 № ?? «onderlinge duels» 20:30 uur | Cristian Riveros 10' |       | 49' Christian Ramos 71' Édison Flores 79' Christian Cueva 84' (e.d.) Edgar Benítez | Estadio Defensores del Chaco, Asuncion Toeschouwers: 40.681 Scheidsrechter: Patricio Loustau (ARG) |

|                                                                 |      |                                      |          |                                                                                 |
| 15 november Kwalificatie WK 2018 № «onderlinge duels» 21:15 uur | Peru | 0 – 2                                | Brazilië | Estadio Nacional, Lima Toeschouwers: 45.000 Scheidsrechter: Wilmar Roldán (COL) |
| 15 november Kwalificatie WK 2018 № «onderlinge duels» 21:15 uur |      | 58' Gabriel Jesus 78' Renato Augusto |          | Estadio Nacional, Lima Toeschouwers: 45.000 Scheidsrechter: Wilmar Roldán (COL) |

### 2017
|                                                              |                                       |       |                                       |                                                                                        |
| 23 maart Kwalificatie WK 2018 № «onderlinge duels» 19:30 uur | Venezuela                             | 2 – 2 | Peru                                  | Estadio Monumental, Maturín Toeschouwers: 35.290 Scheidsrechter: Enrique Cáceres (PAR) |
| 23 maart Kwalificatie WK 2018 № «onderlinge duels» 19:30 uur | Mikel Villanueva 24' Rómulo Otero 40' |       | 46' André Carrillo 64' Paolo Guerrero | Estadio Monumental, Maturín Toeschouwers: 35.290 Scheidsrechter: Enrique Cáceres (PAR) |

|                                                              |                                      |       |                    |                                                                                  |
| 28 maart Kwalificatie WK 2018 № «onderlinge duels» 21:15 uur | Peru                                 | 2 – 1 | Uruguay            | Estadio Nacional, Lima Toeschouwers: 50.000 Scheidsrechter: Julio Bascuñán (CHI) |
| 28 maart Kwalificatie WK 2018 № «onderlinge duels» 21:15 uur | Paolo Guerrero 34' Édison Flores 62' |       | 30' Carlos Sánchez | Estadio Nacional, Lima Toeschouwers: 50.000 Scheidsrechter: Julio Bascuñán (CHI) |

|                                                         |                    |       |          |                                                                                   |
| 8 juni Vriendschappelijk № «onderlinge duels» 15:00 uur | Peru               | 1 – 0 | Paraguay | Estadio Mansiche, Trujillo Toeschouwers: 25.000 Scheidsrechter: Carlos Urbe (ECU) |
| 8 juni Vriendschappelijk № «onderlinge duels» 15:00 uur | Paolo Guerrero 76' |       |          | Estadio Mansiche, Trujillo Toeschouwers: 25.000 Scheidsrechter: Carlos Urbe (ECU) |

|                                                          |                                                       |       |                             | |
| 13 juni Vriendschappelijk № «onderlinge duels» 19:30 uur | Peru                                                  | 3 – 1 | Jamaica                     | Estadio Monumental Virgen de Chapi, Arequipa Toeschouwers: 40.000 Scheidsrechter: Gustavo Murillo (COL) |
| 13 juni Vriendschappelijk № «onderlinge duels» 19:30 uur | Édison Flores 21' Renato Tapia 43' Paolo Guerrero 58' |       | 86' (pen.) Jermaine Johnson | Estadio Monumental Virgen de Chapi, Arequipa Toeschouwers: 40.000 Scheidsrechter: Gustavo Murillo (COL) |

|                                                                 |                                       |       |                     |                                                                                      |
| 31 augustus Kwalificatie WK 2018 № «onderlinge duels» 21:15 uur | Peru                                  | 2 – 1 | Bolivia             | Estadio Monumental "U", Lima Toeschouwers: 60.000 Scheidsrechter: Andrés Cunha (URU) |
| 31 augustus Kwalificatie WK 2018 № «onderlinge duels» 21:15 uur | Édison Flores 55' Christian Cueva 59' |       | 72' Gilbert Álvarez | Estadio Monumental "U", Lima Toeschouwers: 60.000 Scheidsrechter: Andrés Cunha (URU) |

|                                                                 |                           |       |                                     |                                                                                              |
| 5 september Kwalificatie WK 2018 № «onderlinge duels» 16:00 uur | Ecuador                   | 1 – 2 | Peru                                | Estadio Olímpico Atahualpa, Quito Toeschouwers: 32.620 Scheidsrechter: Enrique Cáceres (PAR) |
| 5 september Kwalificatie WK 2018 № «onderlinge duels» 16:00 uur | Enner Valencia 79' (pen.) |       | 73' Edison Flores 76' Paolo Hurtado | Estadio Olímpico Atahualpa, Quito Toeschouwers: 32.620 Scheidsrechter: Enrique Cáceres (PAR) |

|                                                               |            |       |      | |
| 5 oktober Kwalificatie WK 2018 № «onderlinge duels» 20:30 uur | Argentinië | 0 – 0 | Peru | Estadio Alberto J. Armando, Buenos Aires Toeschouwers: 47.960 Scheidsrechter: Wilton Sampaio (BRA) |
| 5 oktober Kwalificatie WK 2018 № «onderlinge duels» 20:30 uur |            |       |      | Estadio Alberto J. Armando, Buenos Aires Toeschouwers: 47.960 Scheidsrechter: Wilton Sampaio (BRA) |

|                                                                |                         |       |                     |                                                                                |
| 10 oktober Kwalificatie WK 2018 № «onderlinge duels» 18:30 uur | Peru                    | 1 – 1 | Colombia            | Estadio Nacional, Lima Toeschouwers: 48.142 Scheidsrechter: Sandro Ricci (BRA) |
| 10 oktober Kwalificatie WK 2018 № «onderlinge duels» 18:30 uur | David Ospina 77' (e.d.) |       | 55' James Rodríguez | Estadio Nacional, Lima Toeschouwers: 48.142 Scheidsrechter: Sandro Ricci (BRA) |

|                                                                           |               |       |      |                                                                                    |
| 11 november Kwalificatie WK 2018 Play-offs № «onderlinge duels» 20:15 uur | Nieuw-Zeeland | 0 – 0 | Peru | Westpac Stadium, Wellington Toeschouwers: 37.034 Scheidsrechter: Mark Geiger (USA) |
| 11 november Kwalificatie WK 2018 Play-offs № «onderlinge duels» 20:15 uur |               |       |      | Westpac Stadium, Wellington Toeschouwers: 37.034 Scheidsrechter: Mark Geiger (USA) |

|                                                                           |                                          |       |               |                                                                                  |
| 15 november Kwalificatie WK 2018 Play-offs № «onderlinge duels» 20:15 uur | Peru                                     | 2 – 0 | Nieuw-Zeeland | Estadio Nacional, Lima Toeschouwers: 39.125 Scheidsrechter: Clément Turpin (FRA) |
| 15 november Kwalificatie WK 2018 Play-offs № «onderlinge duels» 20:15 uur | Jefferson Farfán 28' Christian Ramos 65' |       |               | Estadio Nacional, Lima Toeschouwers: 39.125 Scheidsrechter: Clément Turpin (FRA) |

### 2018
|                                                           |                                      |       |         |                                                                                           |
| 23 maart Vriendschappelijk № «onderlinge duels» 21:30 uur | Peru                                 | 2 – 0 | Kroatië | Hard Rock Stadium, Miami Gardens Toeschouwers: 52.500 Scheidsrechter: Ismail Elfath (USA) |
| 23 maart Vriendschappelijk № «onderlinge duels» 21:30 uur | André Carrillo 12' Édison Flores 48' |       |         | Hard Rock Stadium, Miami Gardens Toeschouwers: 52.500 Scheidsrechter: Ismail Elfath (USA) |

|                                                         |                                                 |       |           |                                                                                     |
| 29 mei Vriendschappelijk № «onderlinge duels» 20:00 uur | Peru                                            | 2 – 0 | Schotland | Estadio Nacional, Lima Toeschouwers: 40.000 Scheidsrechter: Fernando Guerrero (MEX) |
| 29 mei Vriendschappelijk № «onderlinge duels» 20:00 uur | Christian Cueva 37' (pen.) Jefferson Farfán 47' |       |           | Estadio Nacional, Lima Toeschouwers: 40.000 Scheidsrechter: Fernando Guerrero (MEX) |

|                                                         |               |                                                          |      |                                                                               |
| 3 juni Vriendschappelijk № «onderlinge duels» 20:00 uur | Saoedi-Arabië | 0 – 3                                                    | Peru | Kybunpark, Sankt Gallen Toeschouwers: 18.053 Scheidsrechter: Fedayi San (SUI) |
| 3 juni Vriendschappelijk № «onderlinge duels» 20:00 uur |               | 20' André Carrillo 41' Paolo Guerrero 64' Paolo Guerrero |      | Kybunpark, Sankt Gallen Toeschouwers: 18.053 Scheidsrechter: Fedayi San (SUI) |

|                                                         |        |       |      |                                                                        |
| 9 juni Vriendschappelijk № «onderlinge duels» 19:15 uur | Zweden | 0 – 0 | Peru | Ullevi, Göteborg Toeschouwers: 32.163 Scheidsrechter: Svein Moen (NOR) |
| 9 juni Vriendschappelijk № «onderlinge duels» 19:15 uur |        |       |      | Ullevi, Göteborg Toeschouwers: 32.163 Scheidsrechter: Svein Moen (NOR) |

|                                                              |                        |       |                  |                                                                                          |
| 9 september Vriendschappelijk № «onderlinge duels» 20:45 uur | Nederland              | 2 – 1 | Peru             | Johan Cruijff ArenA, Amsterdam Toeschouwers: 40,127 Scheidsrechter: Tobias Stieler (GER) |
| 9 september Vriendschappelijk № «onderlinge duels» 20:45 uur | Memphis Depay 60', 83' |       | Pedro Aquino 13' | Johan Cruijff ArenA, Amsterdam Toeschouwers: 40,127 Scheidsrechter: Tobias Stieler (GER) |

|                                                              |                                    |       |                    |                                                                                              |
| 9 september Vriendschappelijk № «onderlinge duels» 20:45 uur | Duitsland                          | 2 – 1 | Peru               | Rhein-Neckar-Arena, Sinsheim Toeschouwers: 25,494 Scheidsrechter: Robert Schörgenhofer (AUT) |
| 9 september Vriendschappelijk № «onderlinge duels» 20:45 uur | Julian Brandt 25', Nico Schulz 85' |       | Luis Advíncula 22' | Rhein-Neckar-Arena, Sinsheim Toeschouwers: 25,494 Scheidsrechter: Robert Schörgenhofer (AUT) |

|                                                              |      |                                         |         |                                                                                   |
| 15 november Vriendschappelijk № «onderlinge duels» 20:30 uur | Peru | 0 – 2                                   | Ecuador | Estadio Nacional, Lima Toeschouwers: 45,000 Scheidsrechter: Leodán González (URU) |
| 15 november Vriendschappelijk № «onderlinge duels» 20:30 uur |      | Antonio Valencia 47' Enner Valencia 74' |         | Estadio Nacional, Lima Toeschouwers: 45,000 Scheidsrechter: Leodán González (URU) |

|                                                              |                                         |       |                                                          |                                                                                     |
| 20 november Vriendschappelijk № «onderlinge duels» 19:30 uur | Peru                                    | 2 – 3 | Costa Rica                                               | Estadio de la UNSA, Arequipa Toeschouwers: 40,000 Scheidsrechter: Carlos Orbe (ECU) |
| 20 november Vriendschappelijk № «onderlinge duels» 19:30 uur | Edison Flores 20', Jefferson Farfán 73' |       | Jonathan McDonald 41', Allan Cruz 54', Joel Campbell 77' | Estadio de la UNSA, Arequipa Toeschouwers: 40,000 Scheidsrechter: Carlos Orbe (ECU) |

| WK 2018 |
| ------- |

|                                                        |      |                    |            |                                                                                   |
| 16 juni WK 2018 Groep C № «onderlinge duels» 18:00 uur | Peru | 0 – 1              | Denemarken | Mordovia Arena, Saransk Toeschouwers: 40.502 Scheidsrechter: Bakary Gassama (GAM) |
| 16 juni WK 2018 Groep C № «onderlinge duels» 18:00 uur |      | 59' Yussuf Poulsen |            | Mordovia Arena, Saransk Toeschouwers: 40.502 Scheidsrechter: Bakary Gassama (GAM) |

|                                                        |                   |       |      | |
| 21 juni WK 2018 Groep C № «onderlinge duels» 20:00 uur | Frankrijk         | 1 – 0 | Peru | Centraal Stadion, Jekaterinenburg Toeschouwers: 32.789 Scheidsrechter: Mohammed Abdulla Mohamed (UAE) |
| 21 juni WK 2018 Groep C № «onderlinge duels» 20:00 uur | Kylian Mbappé 34' |       |      | Centraal Stadion, Jekaterinenburg Toeschouwers: 32.789 Scheidsrechter: Mohammed Abdulla Mohamed (UAE) |

|                                                        |           |                                            |      |                                                                                            |
| 26 juni WK 2018 Groep C № «onderlinge duels» 17:00 uur | Australië | 0 – 2                                      | Peru | Olympisch Stadion Fisjt, Sotsji Toeschouwers: 44.079 Scheidsrechter: Sergej Karasjov (RUS) |
| 26 juni WK 2018 Groep C № «onderlinge duels» 17:00 uur |           | 18' André Carrillo 50' José Paolo Guerrero |      | Olympisch Stadion Fisjt, Sotsji Toeschouwers: 44.079 Scheidsrechter: Sergej Karasjov (RUS) |

|  |  |  |  |  |  |  |  |  |

### 2019
|                                                           |                    |       |          |                                                             |
| 22 maart Vriendschappelijk № «onderlinge duels» 20:00 uur | Peru               | 1 – 0 | Paraguay | Red Bull Arena, Harrison Scheidsrechter: Jair Marrufo (USA) |
| 22 maart Vriendschappelijk № «onderlinge duels» 20:00 uur | Christian Cueva 4' |       |          | Red Bull Arena, Harrison Scheidsrechter: Jair Marrufo (USA) |

|                                                           |      |                                     |             |                                                                                        |
| 26 maart Vriendschappelijk № «onderlinge duels» 20:00 uur | Peru | 0 – 2                               | El Salvador | Robert F. Kennedy Memorial Stadium, Washington D.C. Scheidsrechter: Kimbell Ward (SKN) |
| 26 maart Vriendschappelijk № «onderlinge duels» 20:00 uur |      | Miguel Trauco 61' Óscar Ceren 90+1' |             | Robert F. Kennedy Memorial Stadium, Washington D.C. Scheidsrechter: Kimbell Ward (SKN) |

|                                                         |                     |       |            |                                                                  |
| 5 juni Vriendschappelijk № «onderlinge duels» 20:00 uur | Peru                | 1 – 0 | Costa Rica | Estadio Monumental "U", Lima Scheidsrechter: Dario Herrera (ARG) |
| 5 juni Vriendschappelijk № «onderlinge duels» 20:00 uur | Christian Cueva 53' |       |            | Estadio Monumental "U", Lima Scheidsrechter: Dario Herrera (ARG) |

|                                                         |      |                                          |          |                                                                       |
| 9 juni Vriendschappelijk № «onderlinge duels» 16:00 uur | Peru | 0 – 3                                    | Colombia | Estadio Monumental "U", Lima Scheidsrechter: Christian Ferreyra (URU) |
| 9 juni Vriendschappelijk № «onderlinge duels» 16:00 uur |      | Mateus Uribe 23', 65' Duván Zapata 90+4' |          | Estadio Monumental "U", Lima Scheidsrechter: Christian Ferreyra (URU) |

| Copa América 2019 |
| ----------------- |

|                                                          |           |       |      |                                                                                        |
| 15 juni Copa América 2019 № «onderlinge duels» 16:00 uur | Venezuela | 0 – 0 | Peru | Arena do Grêmio, Porto Alegre Toeschouwers: 13.370 Scheidsrechter: Wilmar Roldán (COL) |
| 15 juni Copa América 2019 № «onderlinge duels» 16:00 uur |           |       |      | Arena do Grêmio, Porto Alegre Toeschouwers: 13.370 Scheidsrechter: Wilmar Roldán (COL) |

|                                                          |      |                                                                                                  |          |                                                                                             |
| 22 juni Copa América 2019 № «onderlinge duels» 16:00 uur | Peru | 0 – 5                                                                                            | Brazilië | Arena de São Paulo, São Paulo Toeschouwers: 42.317 Scheidsrechter: Fernando Rapallini (ARG) |
| 22 juni Copa América 2019 № «onderlinge duels» 16:00 uur |      | Casemiro 12' Roberto Firmino 19' Éverton Soares 32' Daniel Alves 53' Willian Borges da Silva 90' |          | Arena de São Paulo, São Paulo Toeschouwers: 42.317 Scheidsrechter: Fernando Rapallini (ARG) |

|                                                               |          |                |      | |
| 10 september Vriendschappelijk № «onderlinge duels» 20:00 uur | Brazilië | 0 – 1          | Peru | Los Angeles Memorial Coliseum, Los Angeles Toeschouwers: 32.287 Scheidsrechter: Jair Marrufo (USA) |
| 10 september Vriendschappelijk № «onderlinge duels» 20:00 uur |          | Luis Abram 85' |      | Los Angeles Memorial Coliseum, Los Angeles Toeschouwers: 32.287 Scheidsrechter: Jair Marrufo (USA) |

|                                                             |                     |       |      |                                                                        |
| 11 oktober Vriendschappelijk № «onderlinge duels» 20:00 uur | Uruguay             | 1 – 0 | Peru | Estadio Centenario, Montevideo Scheidsrechter: Arnaldo Samaniego (PAR) |
| 11 oktober Vriendschappelijk № «onderlinge duels» 20:00 uur | Brian Rodríguez 17' |       |      | Estadio Centenario, Montevideo Scheidsrechter: Arnaldo Samaniego (PAR) |

|                                                              |                       |       |      |                                                                                          |
| 15 november Vriendschappelijk № «onderlinge duels» 20:30 uur | Colombia              | 1 – 0 | Peru | Hard Rock Stadium, Miami Gardens Toeschouwers: 36.063 Scheidsrechter: Jair Marrufo (USA) |
| 15 november Vriendschappelijk № «onderlinge duels» 20:30 uur | Alfredo Morelos 90+3' |       |      | Hard Rock Stadium, Miami Gardens Toeschouwers: 36.063 Scheidsrechter: Jair Marrufo (USA) |

FPF · A-internationals · Selecties · Bondscoaches · Statistieken · Peruviaans vrouwenelftal · Olympisch elftal · Peru U21 · Peru U20 · Peru U19 · Peru U18 · Peru U17
1920 – 1929 ·
1930 – 1939 ·
1940 – 1949 ·
1950 – 1959 ·
1960 – 1969 ·
1970 – 1979 ·
1980 – 1989 ·
1990 – 1999 ·
2000 – 2009 ·
2010 – 2019 ·
2020 – 2029
WK 1930 · 
WK 1970 · 
WK 1978 · 
WK 1982 · 
WK 2018
OS 1936 · 
OS 1960
1927 · 
1928 · 
1929 · 
1930 · 
1931 · 1932 · 1933 · 1934 · 
1935 · 
1936 · 
1937 · 
1938 · 
1939 · 
1940 · 
1941 · 
1942 · 
1943 · 1944 · 1945 · 1946 · 
1947 · 
1948 · 
1949 · 
1950 · 1951 · 
1952 · 
1953 · 
1954 · 
1955 · 
1956 · 
1957 · 
1958 · 
1959 · 
1960 · 
1961 · 
1962 · 
1963 · 
1964 · 
1965 · 
1966 · 
1967 · 
1968 · 
1969 · 
1970 · 
1971 · 
1972 · 
1973 · 
1974 · 
1975 · 
1976 · 
1977 · 
1978 · 
1979 · 
1980 · 
1981 · 
1982 · 
1983 · 
1984 · 
1985 · 
1986 · 
1987 · 
1988 · 
1989 · 
1990 · 
1991 · 
1992 · 
1993 · 
1994 · 
1995 · 
1996 · 
1997 · 
1998 · 
1999 · 
2000 · 
2001 · 
2002 · 
2003 · 
2004 · 
2005 · 
2006 · 
2007 · 
2008 · 
2009 · 
2010 · 
2012 · 
2012 · 
2013 · 
2014 · 
2015 · 
2016 · 
2017 · 
2018 · 
2019 · 
2020 · 
2021 ·
2022 ·
2023 ·
2024
Algerije ·
Argentinië ·
Armenië ·
Australië ·
België ·
Bolivia ·
Brazilië ·
Bulgarije ·
Canada ·
Chili ·
China ·
Colombia ·
Costa Rica ·
Denemarken ·
Dominicaanse Republiek ·
Duitsland ·
Ecuador ·
El Salvador ·
Engeland ·
Finland ·
Frankrijk ·
Guatemala ·
Haïti ·
Honduras ·
Hongarije ·
IJsland · 
India ·
Irak ·
Iran ·
Italië ·
Jamaica ·
Japan ·
Joegoslavië ·
Kameroen ·
Kroatië ·
Marokko ·
Mexico ·
Nederland ·
Nicaragua ·
Nieuw-Zeeland ·
Nigeria ·
Oostenrijk ·
Panama ·
Paraguay ·
Polen ·
Qatar ·
Roemenië ·
Saoedi-Arabië ·
Schotland ·
Slowakije ·
Sovjet-Unie ·
Spanje ·
Trinidad en Tobago ·
Tsjechië ·
Tunesië ·
Uruguay ·
Venezuela ·
Verenigde Arabische Emiraten ·
Verenigde Staten ·
Wit-Rusland ·
Zuid-Korea ·
Zweden ·
Zwitserland
Australië (2018) ·
Denemarken (2018) ·
Frankrijk (2018) ·
Italië (1982) · 
Kameroen (1982) · 
Polen (1982)
AFC-zone: Afghanistan · Australië · Bahrein · Bangladesh · Bhutan · Brunei · Cambodja · China · Chinees Taipei · Filipijnen · Guam · Hongkong · India · Indonesië · Iran · Irak · Japan · Jemen · Jordanië · Koeweit · Kirgizië · Laos · Libanon · Macau · Maleisië · Maldiven · Mongolië · Myanmar · Nepal · Noord-Korea · Oezbekistan · Oman · Oost-Timor · Pakistan · Palestina · Qatar · Saoedi-Arabië · Singapore · Sri Lanka · Syrië · Tadjikistan · Thailand · Turkmenistan · Verenigde Arabische Emiraten · Vietnam · Zuid-Korea

CAF-zone: Algerije · Angola · Benin · Botswana · Burkina Faso · Burundi · Centraal-Afrikaanse Republiek · Comoren · Congo-Brazzaville · Congo-Kinshasa · Djibouti · Egypte · Equatoriaal-Guinea · Eritrea · Ethiopië · Gabon · Gambia · Ghana · Guinee · Guinee-Bissau · Ivoorkust · Kaapverdië · Kameroen · Kenia · Lesotho · Liberia · Libië · Madagaskar · Malawi · Mali · Mauritanië · Mauritius · Marokko · Mozambique · Namibië · Niger · Nigeria · Oeganda · Rwanda · Sao Tomé en Principe · Senegal · Seychellen · Sierra Leone · Soedan · Somalië · Swaziland · Tanzania · Togo · Tsjaad · Tunesië · Zambia · Zimbabwe · Zuid-Afrika · Zuid-Soedan 

CONCACAF-zone: Amerikaanse Maagdeneilanden · Anguilla · Antigua en Barbuda · Aruba · Bahama's · Barbados · Belize · Bermuda · Britse Maagdeneilanden · Canada · Kaaimaneilanden · Costa Rica · Cuba · Curaçao · Dominica · Dominicaanse Republiek · El Salvador · Frans Guyana · Grenada · Guadeloupe · Guatemala · Guyana · Haïti · Honduras · Jamaica · Martinique · Mexico · Montserrat · 
Nicaragua · Panama · Puerto Rico · Saint Kitts en Nevis · Saint Lucia · Saint Vincent en de Grenadines · Sint Maarten · Suriname · Trinidad en Tobago · Turks- en Caicoseilanden · Verenigde Staten

CONMEBOL-zone: Argentinië · Bolivia · Brazilië · Chili · Colombia · Ecuador · Paraguay · Peru · Uruguay · Venezuela

OFC-zone: Amerikaans-Samoa · Cookeilanden · Fiji · Nieuw-Caledonië · Nieuw-Zeeland · Papoea-Nieuw-Guinea · Samoa · Salomoneilanden · Tahiti · Tonga · Vanuatu

UEFA-zone: Albanië · Andorra · Armenië · Azerbeidzjan · België · Bosnië en Herzegovina · Bulgarije · Cyprus · Denemarken · Duitsland · Engeland · Estland · Faeröer · Finland · Frankrijk · Georgië · Gibraltar · Griekenland · Hongarije · IJsland · Ierland · Israël · Italië · Kazachstan · Kosovo · Kroatië · Letland · Liechtenstein · Litouwen · Luxemburg · Macedonië · Malta · Moldavië · Montenegro · Nederland · Noord-Ierland · Noorwegen · Oekraïne · Oostenrijk · Polen · Portugal · Roemenië · Rusland · San Marino · Schotland · Servië · Slovenië · Slowakije · Spanje · Tsjechië · Turkije · Wales · Wit-Rusland · Zweden · Zwitserland